# Al-Fachura
Al-Fachura – wieś w Syrii, w muhafazie Latakia. W 2004 roku liczyła 389 mieszkańców.